# 田心围 (从化)
田心围是位于中国广东省广州市从化区江埔街道的一个自然村。属凤二村管辖。清乾隆年间建村。2015年时，户籍人口1107人。